# Rivière Granville
Rivière Granville är ett vattendrag i Kanada.   Det ligger i provinsen Québec, i den sydöstra delen av landet, 400 km nordväst om huvudstaden Ottawa.
I omgivningarna runt Rivière Granville växer i huvudsak blandskog. Trakten runt Rivière Granville är nära nog obefolkad, med mindre än två invånare per kvadratkilometer.